# Asplenium × barrancense
Asplenium × barrancense là một loài dương xỉ trong họ Aspleniaceae. Loài này được Peric mô tả khoa học đầu tiên năm 1986.
Danh pháp khoa học của loài này chưa được làm sáng tỏ. 